# Mariusz Jurkiewicz
Mariusz Longin Jurkiewicz (ur. 3 lutego 1982 w Lubinie) – polski trener i piłkarz ręczny, środkowy rozgrywający.
Reprezentant Polski, dwukrotny brązowy medalista mistrzostw świata (2009, 2015), uczestnik igrzysk olimpijskich w Rio de Janeiro (2016). Klubowy mistrz Hiszpanii (z Ciudad Real) i mistrz Polski (z Vive Kielce). Zdobywca Super Globe (z Atlético Madryt) oraz zwycięzca Ligi Mistrzów (z Vive Kielce w sezonie 2015/2016). Od 2021 roku trener Wybrzeża Gdańsk.

## Kariera klubowa
Wychowanek Zagłębia Lubin. Następnie uczył się i występował w SMS-ie Gdańsk (w sezonie 2000/2001 zdobył w jego barwach 163 bramki w I lidze). W latach 2001–2003 ponownie grał w Zagłębiu Lubin. W 2003 przeszedł do Ciudad Real, z którym w sezonie 2003/2004 zdobył mistrzostwo Hiszpanii. W barwach tej drużyny zadebiutował ponadto w rozgrywkach Ligi Mistrzów – 22 listopada 2003 wystąpił w wygranym meczu z włoskim AS Conversano 2003 (38:14), w którym zdobył dwie bramki. W latach 2004–2009 występował w JD Arrate. W sezonie 2008/2009 dotarł z nim do ćwierćfinału Pucharu EHF (rzucił w tych rozgrywkach 29 goli).
W sezonie 2009/2010 grał w SDC San Antonio, z którym doszedł do półfinału Pucharu Zdobywców Pucharów (zdobył w tych rozgrywkach 28 bramek). W sezonie 2010/2011 ponownie był zawodnikiem Ciudad Real, z którym dotarł do finału Ligi Mistrzów – jego klub przegrał w nim z Barceloną (24:27), a on zdobył pięć goli. W latach 2011–2013 występował w Atlético Madryt, z którym dwukrotnie zdobył Puchar Króla i raz sięgnął po puchar ligi. W sezonie 2011/2012 dotarł z Atlético do finału Ligi Mistrzów (nie wystąpił w Final Four ze względu na kontuzję kolana; w fazach grupowej i pucharowej rzucił 16 bramek). W 2012 wygrał z Atlético Madryt turniej Super Globe – w wygranym meczu finałowym z THW Kiel (28:23) zdobył pięć goli.
W 2013 podpisał dwuletni kontrakt z Wisłą Płock. W sezonach 2013/2014 i 2014/2015 zdobył w jej barwach 64 gole w Lidze Mistrzów. Pod koniec maja 2014 poinformował, że w lipcu 2015 zostanie zawodnikiem Vive Kielce. Transfer ten wywołał szeroką dyskusję w środowisku piłki ręcznej. Prezes Wisły Płock Robert Raczkowski ocenił zachowanie zawodnika jako „daleko nieprofesjonalne, wręcz naganne w świecie poważnego sportu”. Sam Jurkiewicz traktował przejście do kieleckiego klubu jako możliwość dalszego rozwoju sportowego. Decyzję o podpisaniu kontraktu z Vive motywował osobą trenera Tałanta Dujszebajewa.
Na początku maja 2015, na niespełna dwa miesiące przed przejściem do Vive Kielce, w meczu z Azotami-Puławy zerwał więzadła krzyżowe przednie oraz poboczne przyśrodkowe w lewym kolanie. Kontuzja ta wykluczyła go z gry na 10 miesięcy. W kieleckim zespole zadebiutował 1 marca 2016 w wygranym spotkaniu ligowym ze Śląskiem Wrocław (37:20), w którym rzucił sześć goli. W sezonie 2015/2016 zdobył wraz z Vive mistrzostwo Polski oraz wygrał Ligę Mistrzów (wystąpił jedynie w meczu fazy grupowej z Pickiem Szeged (27:26), w którym zdobył jedną bramkę, bowiem grę w końcówce sezonu uniemożliwiło mu zapalenie prawego kolana). W sezonie 2016/2017, w którym rozegrał w Superlidze 16 spotkań i rzucił 41 goli, ponownie wywalczył mistrzostwo kraju. Zdobył też Puchar Polski, rzucając w rozegranym 21 maja 2017 w Lublinie meczu finałowym z Wisłą Płock (31:24) jedną bramkę. W Lidze Mistrzów wystąpił dziewięć razy i zdobył 19 goli. W sezonie 2017/2018 zdobył trzecie mistrzostwo Polski i trzeci puchar kraju z Vive. W Superlidze rozegrał 31 meczów i rzucił 67 bramek, natomiast w Lidze Mistrzów wystąpił w 18 spotkaniach, w których zdobył 13 goli.

## Kariera reprezentacyjna
W 2002 wraz z młodzieżową reprezentacją Polski, której był kapitanem, zdobył mistrzostwo Europy U-20 – podczas turnieju rozegranego w Polsce rzucił w siedmiu meczach 33 bramki i miał 21 asyst. W reprezentacji Polski seniorów zadebiutował 1 listopada 2002 w zremisowanym spotkaniu z Norwegią (26:26).
Uczestniczył w jednych igrzyskach olimpijskich, czterech turniejach mistrzostw świata (zdobywając dwa brązowe medale) oraz pięciu turniejach mistrzostw Europy.
Brał udział w przygotowaniach kadry narodowej do igrzysk olimpijskich w Pekinie (2008), uczestnicząc w zgrupowaniu i meczach kontrolnych w Korei Południowej. Ostatecznie w turnieju olimpijskim nie wystąpił. Podczas igrzysk olimpijskich w Rio de Janeiro (2016) zastąpił w kadrze Łukasza Gieraka. W przegranym spotkaniu o 3. miejsce w Niemcami (25:31) zdobył trzy bramki.
Podczas mistrzostw świata w Chorwacji (2009), w których wraz z reprezentacją wywalczył brązowy medal, wystąpił w trzech z dziesięciu rozegranych przez Polskę meczów. Podczas mistrzostw świata w Katarze (2015), w których Polacy ponownie zdobyli brązowy medal, wystąpił we wszystkich dziewięciu spotkaniach i zdobył 23 bramki. Uczestniczył również w MŚ w Szwecji (2011; rzucił 15 goli w dziewięciu meczach) i MŚ w Hiszpanii (2013). Przed mistrzostwami świata we Francji (2017), wobec kontuzji Michała Jureckiego, został wybrany kapitanem reprezentacji. Podczas przygotowań do mistrzostw, w trakcie ostatniego meczu turnieju towarzyskiego w hiszpańskim Irun z Argentyną (26:26; zdobył cztery gole), doznał kontuzji barku, uniemożliwiającej mu występ w MŚ.
Po raz pierwszy w mistrzostwach Europy uczestniczył w 2004 (16. miejsce). Podczas ME w Norwegii (2008; 7. miejsce) zastąpił w kadrze kontuzjowanego Rafała Kuptela. Grał również na ME w Austrii (2010; 4. miejsce), ME w Serbii (2012; 9. miejsce) i ME w Danii (2014; 6. miejsce), w których zdobył 20 bramek i był obok Krzysztofa Lijewskiego najlepszym strzelcem reprezentacji Polski.

## Życie prywatne
Żonaty z Magdaleną. Brat siatkarza Wojciecha Jurkiewicza.

## Sukcesy
Ciudad Real
- Mistrzostwo Hiszpanii: 2003/2004
- Puchar Króla: 2010/2011
- Puchar Ligi: 2003/2004, 2010/2011

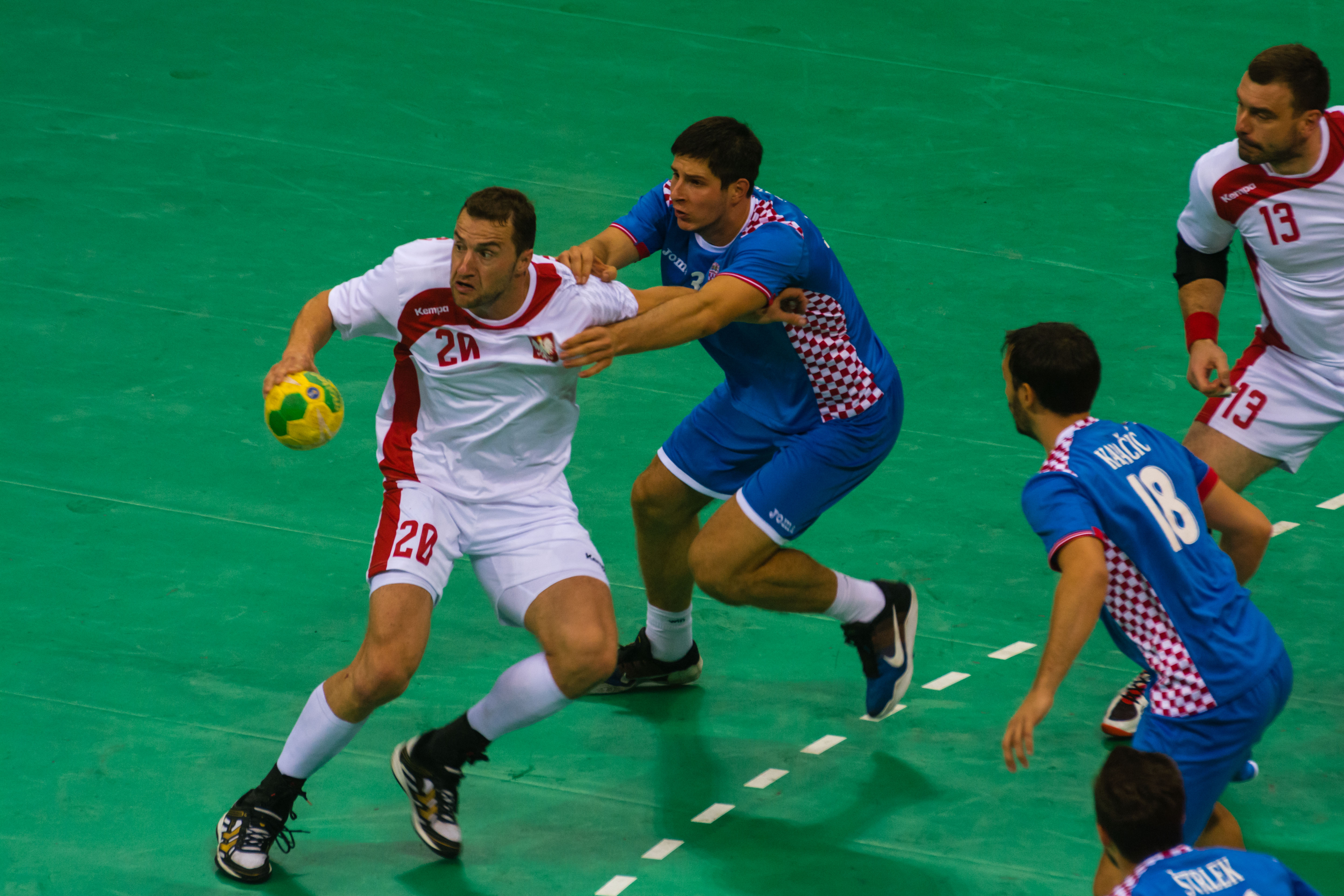
Mariusz Jurkiewicz w ataku podczas meczu ćwierćfinałowego igrzysk olimpijskich w Rio de Janeiro z Chorwacją (30:27)

- 2. miejsce w Lidze Mistrzów: 2010/2011

Atlético Madryt
- Super Globe: 2012
- Puchar Króla: 2011/2012, 2012/2013
- 2. miejsce w Lidze Mistrzów: 2011/2012

Vive Kielce
- Liga Mistrzów: 2015/2016
- Mistrzostwo Polski: 2015/2016, 2016/2017, 2017/2018, 2018/2019, 2019/2020
- Puchar Polski: 2015/2016, 2016/2017, 2017/2018, 2018/2019

Reprezentacja Polski
- Mistrzostwo Europy U-20: 2002
- 3. miejsce w mistrzostwach świata: 2009, 2015

Odznaczenia
- Srebrny Krzyż Zasługi (2015)[2]

## Udział w turniejach mistrzowskich
| Turniej              | Edycja             | Mecze | Bramki | Miejsce | Źródło |
| -------------------- | ------------------ | ----- | ------ | ------- | ------ |
| Igrzyska olimpijskie | 2016               | 5     | 11     | 4.      | [ 26 ] |
|                      |                    |       |        |         |        |
| Mistrzostwa świata   | 2009               | 3     | 0      | 3.      | [ 20 ] |
| Mistrzostwa świata   | 2011               | 9     | 15     | 8.      | [ 22 ] |
| Mistrzostwa świata   | 2013               | 2     | 0      | 9.      | [ 27 ] |
| Mistrzostwa świata   | 2015               | 9     | 23     | 3.      | [ 21 ] |
| Mistrzostwa świata   | Mistrzostwa świata | 23    | 38     | –       | –      |
| Mistrzostwa Europy   | 2004               | 3     | 1      | 16.     | [ 28 ] |
| Mistrzostwa Europy   | 2008               | 3     | 3      | 7.      | [ 29 ] |
| Mistrzostwa Europy   | 2010               | 8     | 3      | 4.      | [ 30 ] |
| Mistrzostwa Europy   | 2012               | 6     | 12     | 9.      | [ 31 ] |
| Mistrzostwa Europy   | 2014               | 7     | 20     | 6.      | [ 25 ] |
| Mistrzostwa Europy   | Mistrzostwa Europy | 27    | 39     | –       | –      |
| Łącznie              | Łącznie            | 55    | 88     | –       | –      |